# Oranżeriei
Oranżeriei (ros. Оранжереи) – wieś w Rosji, w obwodzie astrachańskim, w rejonie ikrianińskim. W 2021 liczyła 4352 mieszkańców.